# Jim Rogers
James Beeland Rogers Jr., conegut com a Jim Rogers, (nascut el 19 d'octubre de 1942) és un inversor i comentarista financer americà amb seu a Singapur.
Va ser cofundador juntament amb George Soros del fons Quantum Fund i de la firma d'inversió Soros Fund Management. També va ser el creador de l'Índex internacional de mercaderies de Rogers (RICI).
Rogers està establert a Singapur, i és el president de Rogers Holdings and Beeland Interests, Inc.
Rogers no es considera a si mateix com un seguidor estricte d'una determinada escola econòmica, encara que reconeix que els seus punts de vista s'apropen als de l'anomenada Escola Austríaca d'economia.

## Biografia
Si bé Rogers va néixer a Baltimore, Maryland, va créixer a Demopolis, Alabama.

## Educació
El 1964 Rogers es va graduar en Història a la Universitat Yale. Va tenir la seva primera ocupació a Wall Street, a l'empresa de serveis financers Dominick & Dominick.
El 1966, Rogers va obtenir un segon grau en Filosofia, Política i Economia per la Universitat d'Oxford, com a membre del Balliol College. Entre 1966 i 1968, Rogers va exercir com a tècnic a l'exèrcit dels Estats Units durant la guerra del Vietnam.

## Carrera
El 1970, Rogers va passar a Arnhold & S. Bleichroeder, on va conèixer a George Soros. El 1973, Soros i Rogers van deixar la companyia i van fundar el Quantum Fund. De 1970 a 1980, la cartera d'aquest fons va obtenir una rendibilitat del 4.200%, mentre que l'índex S&P 500 va avançar al voltant del 47%. El fons Quantum va ser un dels primers fons veritablement globals. El 1980, Rogers va decidir "retirar-se", i va passar part del seu temps viatjant en moto per tot el món. Des de llavors, ha estat professor convidat de finances a la Columbia Business School de la Universitat de Colúmbia.
El 1998 va fundar l'Índex internacional de mercaderies de Rogers (Rogers International Commodities Index, RICI).
Entre l'1 de gener del 1999 i el 5 de gener del 2002 Rogers va realitzar un altre viatge per 116 països, abastant 245.000 quilòmetres amb la seva dona, Paige Parker, en un Mercedes personalitzat. El viatge va començar a Islàndia i el 5 de gener de 2002 tornaven a la ciutat de Nova York. Va escriure Adventure Capitalist després d'aquesta aventura mundial. Actualment és un dels seus llibres més venuts.
El desembre de 2007, Rogers va vendre la seva mansió a la ciutat de Nova York per uns 16 milions de dòlars americans i es va traslladar a Singapur. Rogers va afirmar que es traslladava perquè era un moment innovador per al potencial d'inversió als mercats asiàtics. Va comentar: "Si eres intel·ligent el 1807 et traslladaves a Londres, si eres intel·ligent el 1907 et traslladaves a Nova York i si ets intel·ligent el 2007, et trasllades a Àsia".
En una entrevista a la CNBC emesa el 5 de maig del 2008, Rogers va dir que la gent a la Xina està extremadament motivada i impulsada, i que vol estar en aquest tipus d'ambient. Va optar per no traslladar-se a ciutats xineses com Hong Kong o Xangai a causa dels alts nivells de contaminació; per tant, va triar Singapur. Tot i això, segueix sent escèptic sobre el futur de l'Índia, afirmant el 2001 que "l'Índia, tal com la conèixem, no sobreviurà ni 30 ni 40 anys més".

## Llibres publicats
- 1994: Investment Biker: Around the World with Jim Rogers. – ISBN 1-55850-529-6 (anglès)
- 2003: Adventure Capitalist: The Ultimate Road Trip. – ISBN 0-375-50912-7 (anglès)
- 2004: Hot Commodities: How Anyone Can Invest Profitably in the World's Best Market. – ISBN 1-4000-6337-X (anglès)
- 2007: A Bull in China: Investing Profitably in the World's Greatest Market. – ISBN 1-4000-6616-6 (anglès)
- 2009: A Gift to My Children: A Father's Lessons For Life And Investing. – ISBN 1-4000-6754-5 (anglès)
- 2013: Street Smarts: Adventures on the Road and in the Markets – ISBN 0-307-98607-1 (anglès)
- 2019: Number One Bestsellers in Japan: The Future of Japan (anglès)
- 2019: Number One Bestsellers in Japan: A Warning to Japan (anglès)